# Меровінг
Ме́ровінг (англ. Merovingian, фр. Mérovingien) — персонаж фільмів «Матриця: Перезавантаження» і «Матриця: Революція» (2003), якого грає актор Ламбер Вілсон. Одна із програм Матриці.
За сценарієм Меровінг — це впливова програма, створена Матрицею для роботи з потоком трафіку, але яка використовує ці можливості в особистих цілях. Це своєрідний «сірий кардинал» Матриці. Зовнішнє втілення Меровінга має вигляд елегантного і витонченого естета, що любить французьку мову. Ім'я Меровінг походить від назви династії франкських королів Середньовіччя — Меровінгів.
Основний бізнес Меровінга — торгівля інформацією, до якої він має прямий доступ. Також він переховує «вигнанців» (англ. Exiles) — програм-порушників або застарілих програм, які переховуються від Системи, оскільки засуджені до видалення. Таким є, наприклад, Ключник (Майстер ключів). Ця роль багато в чому аналогічна ролі Зіону щодо «звільнених» з Матриці людей. З деяких «вигнанців» Меровінг набирає собі підручних — Близнюки в другому фільмі, Провідник в третьому, ще одна пара братів — Каїн і Авель і безліч інших неназваних програм є його почтом. Більшість із них мають надприродні здібності — Піфія у розмові з Нео згадувала, що такі програми стали основою для уявлень про примар, вампірів, перевертнів або інопланетян.
У другому фільмі Меровінг заявляє, що він пережив усіх попередників Нео — Обраних. Персефона каже, що раніше Меровінг був подібний до Нео.
У «Матриця: Воскресіння» Меровінг постає в зовсім іншому образі неохайного сварливого волоцюги.
У фільмах трилогії проводяться множинні паралелі між Меровінгом і давньогрецьким богом підземного світу Аїдом. Дружиною Меровінга є Персефона (у грецькій міфології дружина Аїда і дочка богині родючості Деметри), Провідник схожий з Хароном — перевізником через річку мертвих — Стікс, Меровінгу прислуговують Близнюки, які є примарами, а також вампіри Каїн і Авель.
Філософія Меровінга — це детермінізм, де немає місця свободі — кожен наслідок жорстко обумовлений своїми причинами.